# Království dvojího lidu
Království dvojího lidu je pojem, který se užívá pro České království v souvislostí se situací po uznání kompaktát v roce 1436. Kompaktáta dovolovala každé osobě (a tedy i poddaným) v Čechách a na Moravě svobodně se rozhodnout, zda bude přijímat podobojí či bude katolíkem (jiná náboženství či náboženské skupiny povoleny nebyly). Království české a markrabství moravské tak byly rozděleny mezi „dvojí lid“. Pojem se nejčastěji používá pro období po roce 1436 a vládu Jiřího z Poděbrad, někdy pro období do 1. poloviny 16. století.
Náboženské rozdělení znamenalo vznik napětí mezi stoupenci obou vyznání, které se odráželo ve všech sférách života a nejzřetelněji v politice. Situaci zhoršoval i fakt, že vymezení se na utrakvisty a katolíky bylo podporováno i nedodržováním vzájemné tolerance. Např. měšťanem pražských měst se mohl stát pouze kališník, naopak moravská města jako Brno, Olomouc, Znojmo nebo Jihlava byla přísně katolická. Situaci nepomohlo Zikmundovo otevřené protežování katolíků a umírněných kališníků, kteří byli ochotní k ústupkům.
Na venkově docházelo k vytlačování kališnických kněží z far a kněží obou stran proti druhé víře bojovně kázali.
Situace se vyhrotila za vlády Vladislava Jagellonského, který pokračoval v politice zvýhodňování katolíků a v souhře s dalšími okolnosti (morová rána, fámy o králově chorobě, pověsti o možném nástupu představitelů katolického panstva na trůn) v roce 1483 došlo k bouřím v samotné Praze. V roce 1485 byl uzavřen kutnohorský mír, který měl do budoucna vyřešit náboženské soužití.
O „dvojím lidu“ je první zmínka pravděpodobně z roku 1462, kdy 16. března v domě kardinála Bessariona v Římě prohlásil český kancléř Prokop z Rabštejna, člen poselstva Jiřího z Poděbrad, k papeži Piu II. :
Poctivý otče, jakož otec nýsvětější a kardinálové dotýkali, že pán náš král opovrhá procesí kostela Pražského /tj. katolického/ i chodí za Rokycanú: nechtějte sobě toho tak bráti, byť on to činil z potupy, ale někdy bývá tuto a někdy ondeno; anbrž při větčích svátciech viece bývá nahoře /na hradě u sv. Víta/. A jakož viete, že dvój jest lid v Čechách, a král náš jest pán obého lida, musí oboje snášeti.